# 빈토
빈토(베트남어: Vĩnh Thọ / 永壽 영수 / 1658년 2월 ~ 1662년 9월)은 베트남 후 레 왕조(後黎朝) 신종(神宗) 레 주이 끼(黎維祺)가 복위 한 후에 사용한 세번째 연호이자 여섯번째 연호이다.
- 찐 주 군주(섭정) : 찐딱(鄭柞)
- 응우옌 주 군주 : 응우옌 푹 떤(阮福瀕)
- 버우 주 군주 : 부꽁득(武公悳)

## 개원
- 틴득(盛德) 6년(1658년) 2월에 연호를 빈토(永壽)로 개원함.[1][2]

- 빈토(永壽) 5년(1662년) 9월에 연호를 반카인(萬慶)으로 개원함.[1][2]

## 연대 대조표
| 빈토 | 서기 (西紀) | 간지 (干支) | 막 왕조 연호 (까오방 정권)    | 응우옌 주 기년  | 남명 연호       | 청나라 연호     |
| 원년 | 1658년      | 무술 (戊戌) | 투언득(順德) 21년             | 현주(賢主) 10년 | 영력(永曆) 12년 | 순치(順治) 15년 |
| 2년  | 1659년      | 기해 (己亥) | 투언득 22년                   | 현주 11년       | 영력 13년       | 순치 16년       |
| 3년  | 1660년      | 경자 (庚子) | 투언득 23년                   | 현주 12년       | 영력 14년       | 순치 17년       |
| 4년  | 1661년      | 신축 (辛丑) | 투언득 24년 빈쓰엉(永昌) 원년 | 현주 13년       | 영력 15년       | 순치 18년       |
| 5년  | 1662년      | 임인 (壬寅) | 빈쓰엉 2년                    | 현주 14년       | 영력 16년       | 강희(康熙) 원년 |

## 동시대 연호

### 베트남
막 왕조(莫朝)
- 투언득(順德) (1638년 ~ 1661년)
- 빈쓰엉(永昌) (1661년 ~ 1680년)

### 중국
청(淸)
- 순치(順治) (1644년 ~ 1661년)
- 강희(康熙) (1662년 ~ 1722년)

남명(南明)
- 정무(定武) (1646년 ~ 1663년)
- 영력(永曆) (1647년 ~ 1661년)

동녕국(東寧國)
- 영력(永曆) (1661년 ~ 1683년)

기타
- 소유당(蕭惟堂) 천순(天順) (1661년)

### 일본
- 메이레키(明曆) (1655년 ~ 1658년)
- 만지(萬治) (1658년 ~ 1661년)
- 간분(寬文) (1661년 ~ 1673년)

## 같이 보기
- 다른 왕조의 같은 연호
  - 후한(後漢) 영수(永壽, 155년 ~ 158년)

- 베트남의 연호